# 萊克塔帕溫戈 (密蘇里州)
萊克塔帕溫戈（英語：Lake Tapawingo）是位於美國密蘇里州傑克遜縣的城市。

## 人口
根據2020年美國人口普查的數據，萊克塔帕溫戈的面積為1.17平方千米，當中陸地面積為0.83平方千米，而水域面積為0.34平方千米。當地共有人口794人，而人口密度為每平方千米679人。